# 科萨诺贝尔博
科萨诺贝尔博（義大利語：Cossano Belbo），是意大利库内奥省的一个市镇。总面积20平方公里，人口1044人，人口密度52.2人/平方公里（2009年）。ISTAT代码为004074。